# 趙玄
趙玄（?—?），东郡人，字少平，西漢御史大夫。
趙玄跟随郑宽中学习《尚书》，后来担任尙書僕射，汉元帝元延三年（前10年）汉成帝以趙玄为光祿勳，担任二年。绥和元年（前8年）六月，侍中、光禄大夫、司农趙玄为卫尉，转任太子太傅。汉成帝立弟弟定陶王刘康的儿子刘欣为太子。十一月，汉成帝封楚孝王刘嚣的孙子刘景为定陶王，使刘康一脉得以延续。刘欣准备上书叩谢皇恩。太子少傅阎崇认为不应当叩谢。太子太傅赵玄却认为应当叩谢。太子听从了赵玄的建议。汉成帝诏问太子因何叩谢，尚书上奏弹劾赵玄，赵玄被贬降为少府，而任命光祿勳师丹为太子太傅。。
刘欣即位为汉哀帝，建平二年（前5年）四月十九日，汉哀帝罢免了丞相孔光的官爵，贬为平民。任命御史大夫朱博为丞相，封阳乡侯。又任命少府赵玄为御史大夫。当二人准备登殿接受皇帝的策书时，忽然传来一种宏大的声音，象钟鸣一样，殿中的郎、吏和阶前的武士，全都听到了。朱博、赵玄奏请将新都侯王莽贬为平民。汉哀帝因为王莽是太皇太后的亲属，没有免去封爵采邑，将他遣送回封国。傅太后怨恨傅喜，派孔乡侯去暗示丞相朱博，命他上奏罢免傅喜的爵位。朱博与赵玄指控傅喜和前大司空、汜乡侯何武，请求皇帝将他们都贬为平民。汉哀帝怀疑朱博、赵玄是受傅太后的指使，便召赵玄到尚书处询问，赵玄承认了。汉哀帝减赵玄死罪三等，削减傅晏采邑封户四分之一。朱博自杀，封国撤除。
| 西漢        |                         |             |
| 漢帝國官銜  |                         |             |
| 前任： 王安 | 西汉光祿勳 前10年—前8年 | 繼任： 师丹 |
| 前任： 趙訢 | 西汉卫尉 前8年          | 繼任： 傅喜 |
| 前任： 朱博 | 西汉御史大夫 前5年      | 繼任： 平當 |